# Vidióták
A Vidióták egy 2006-ban indult magyar szórakoztató műsor. A produkcióban vicces házi videókat mutatnak be külföldről, illetve Magyarországról, utóbbiakat a műsor nézői küldik be. A műsor 2006. augusztus 14-én mutatta be a Viasat 3, később a műsor a Viasat 6-ra került át és ott fejeződött be 2008-ban. A műsorvezetők Ricsipí és Qka MC voltak, míg a humoros videókat Lippai László kommentálta.

## A műsor tematikája
A műsor az Amerika legviccesebb házi videói formátumának hazai megfelelője, melyben különböző, házilag felvett, vicces videókat mutatnak be, amikhez néha Lippai László kommentált. A párperces válogatások között a két műsorvezető, az Animal Cannibals együttesből ismert Ricsipí és Qka MC szórakoztatta az élőközönséget.
A műsorba a magyar nézők is beküldhettek maximum 1 perc hosszúságú videókat, amik közül minden rész végén kiválasztottak 3-at. Erre a 3 videóra voksolhatott a közönség SMS-ben, a szavazással pedig nyerni is lehetett.

## Kritikai fogadtatás
A műsor többségében negatív kritikákat kapott. A negatív vélemények fő célpontja a lejárt és nem túl eredeti téma (a házi videókat sok ember már lerágott csontnak, unalmasnak tartja), a két műsorvezető erőltetettnek tartott humora és a videók alá kevert, szintén erőltetett nevetés volt.